# 尼茲基夫卡
51°39′33″N 32°1′42″E / 51.65917°N 32.02833°E
尼茲基夫卡（烏克蘭語：Низківка），是烏克蘭北部的村莊，隸屬切爾尼希夫州的科留基夫卡區。該村始建於1690年，面積1.46平方公里，海拔高度137米，2001年人口402，人口密度每平方公里275.2人。